# پارک ملی چیتوان
پارک ملی چیتوان (نپالی: चितवन राष्ट्रिय निकुञ्ज) اولین پارک ملی کشور نپال است. این پارک در سال ۱۹۷۳ بنا شده و از سال ۱۹۸۴ در زمره میراث جهانی یونسکو قرار گرفته‌است.

## منابع

پارک ملی چیتوان
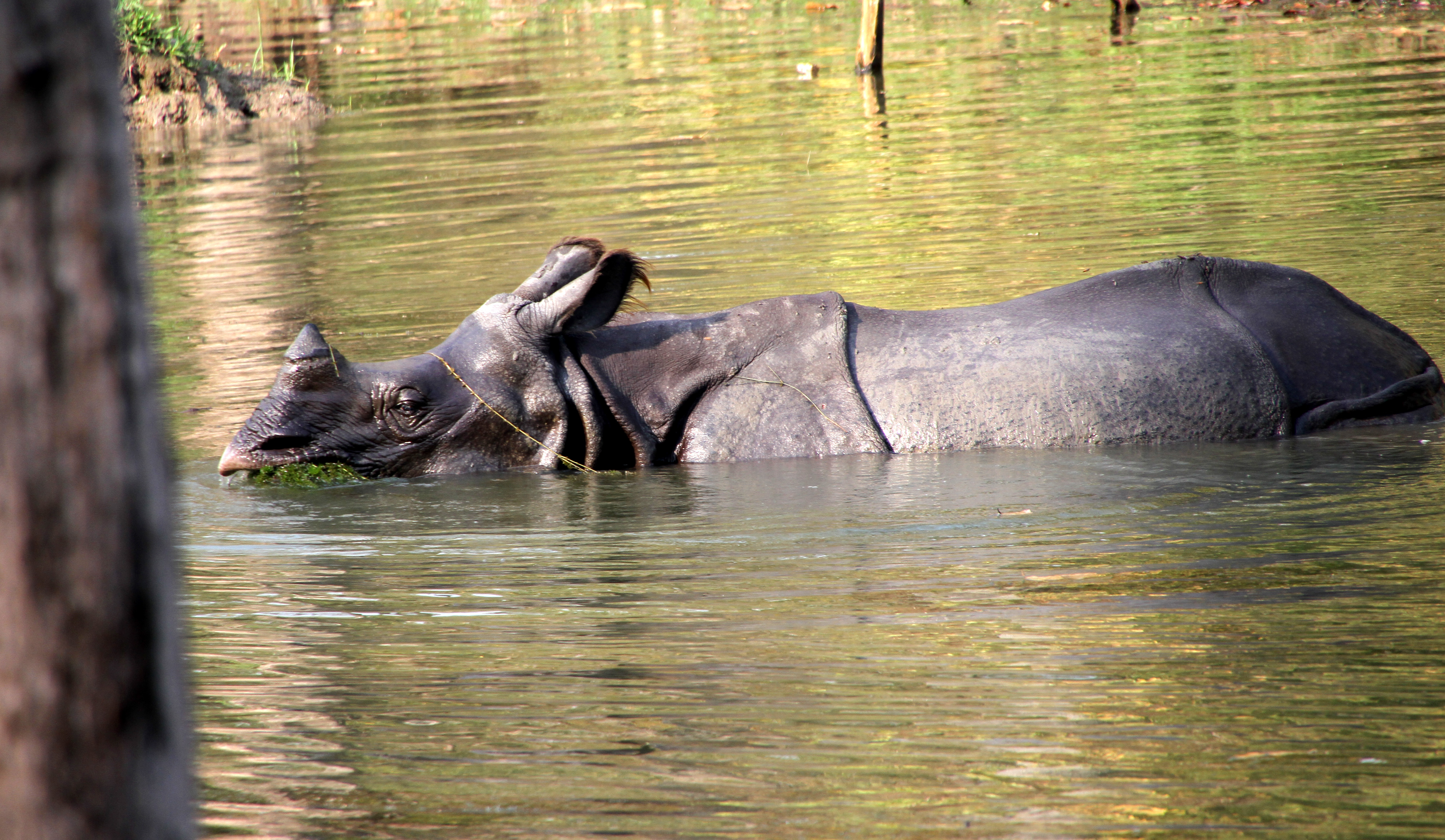
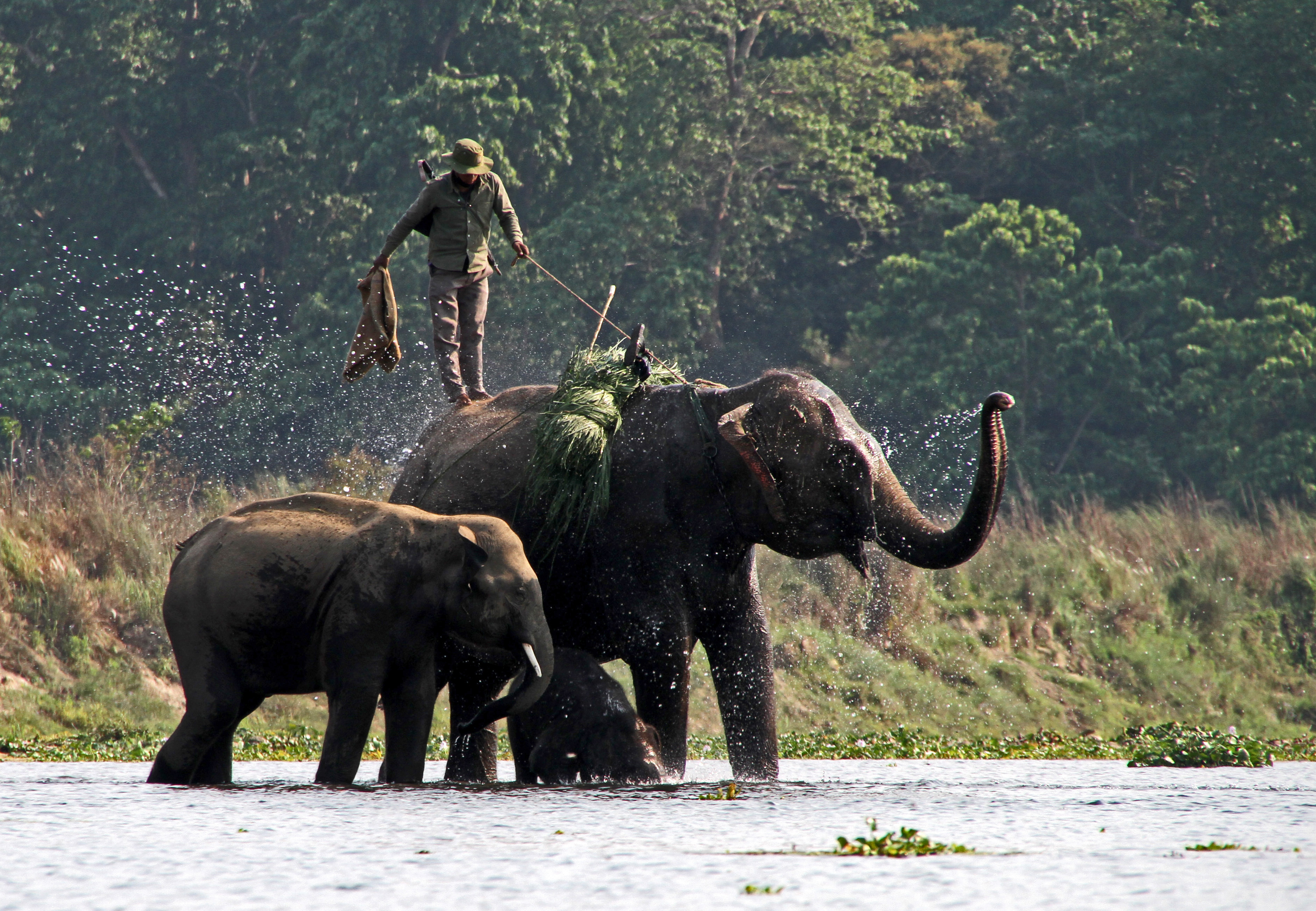
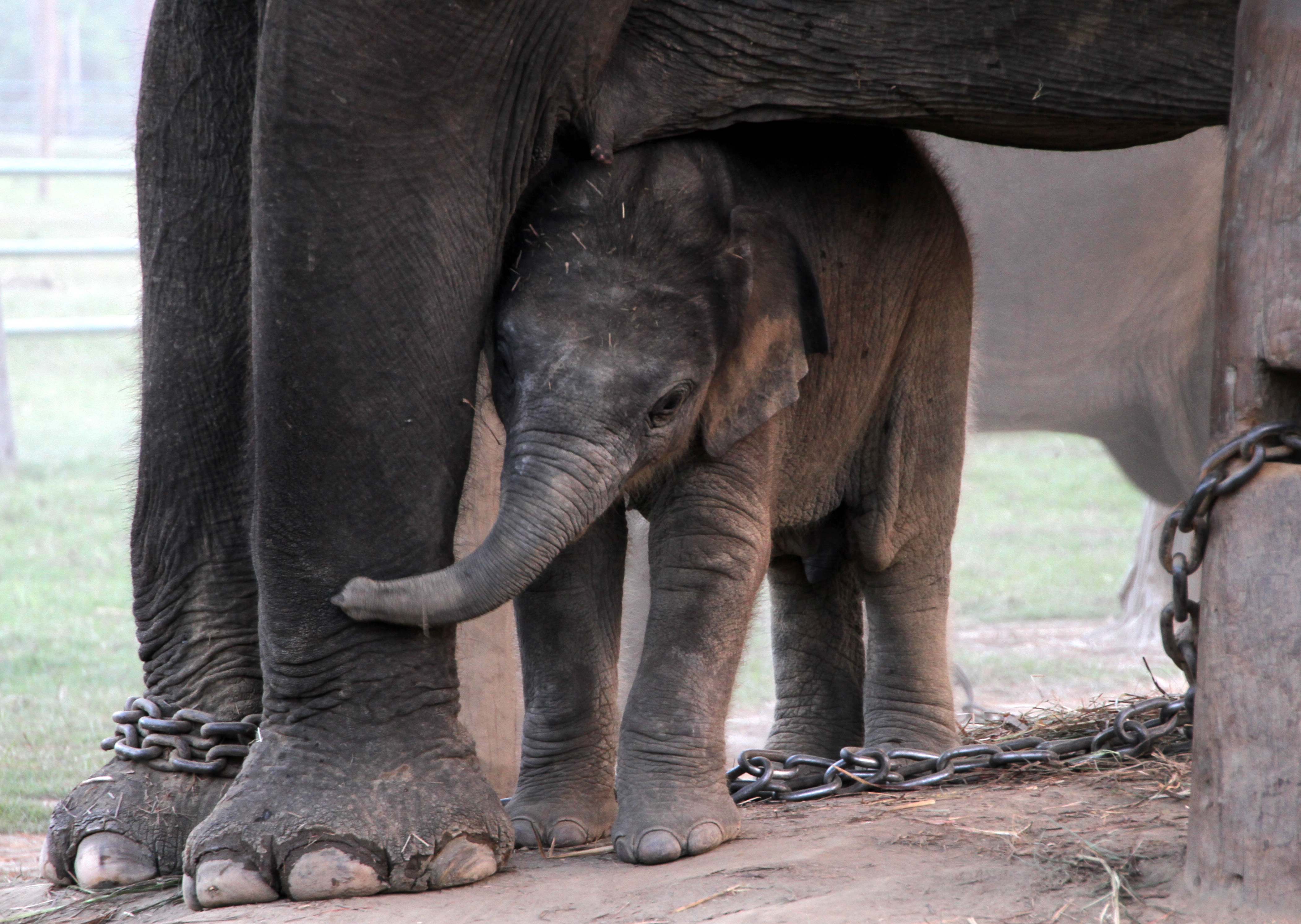
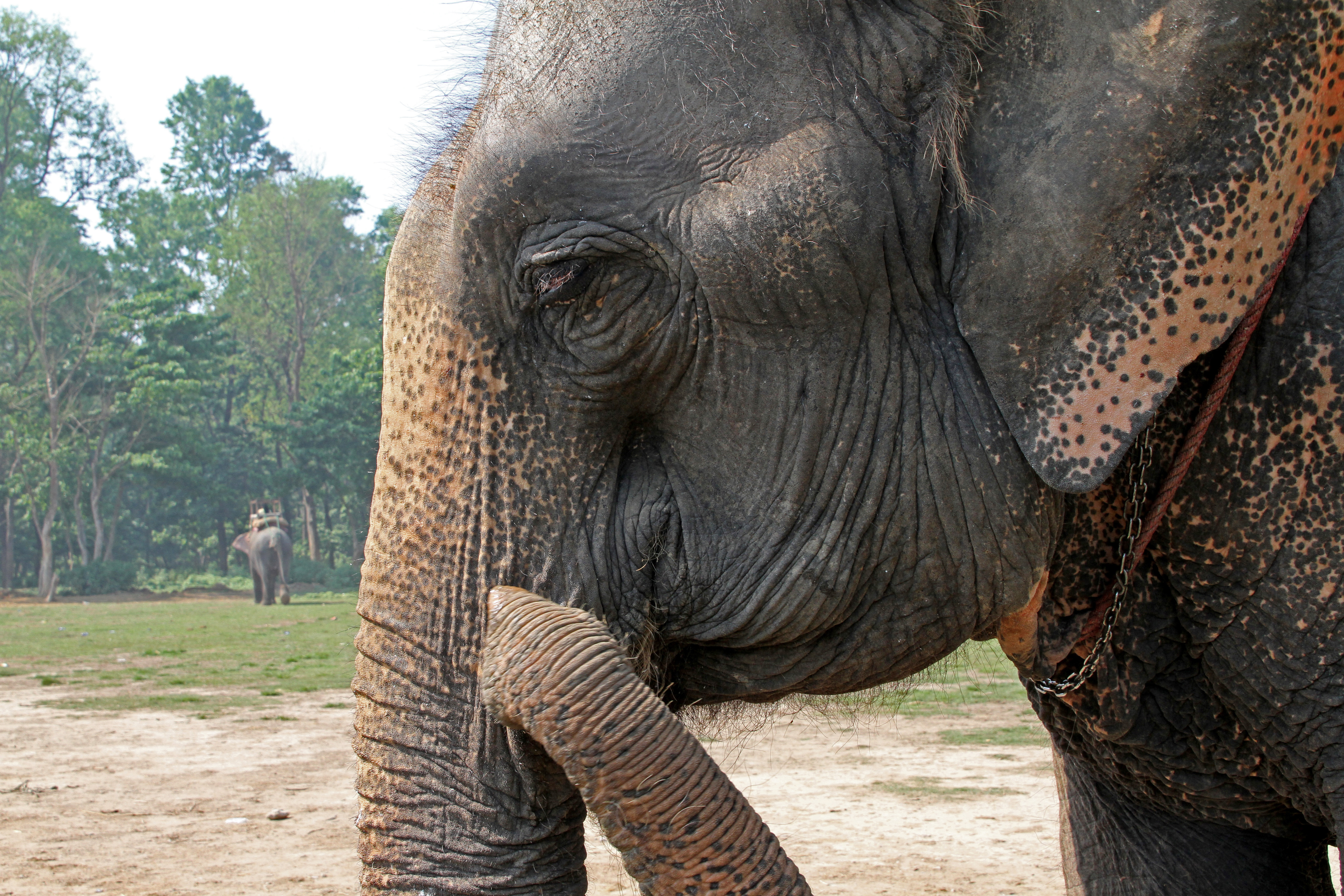
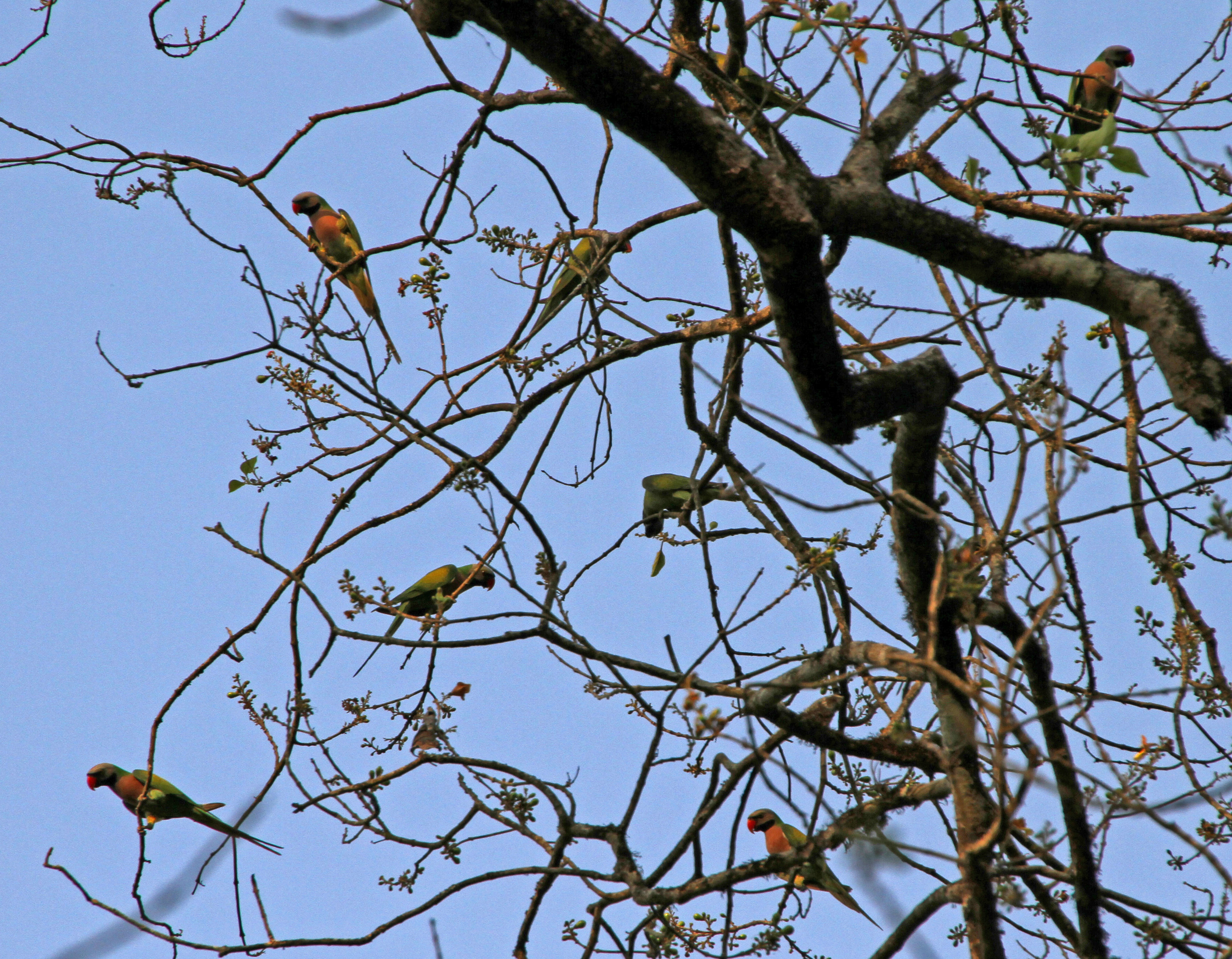
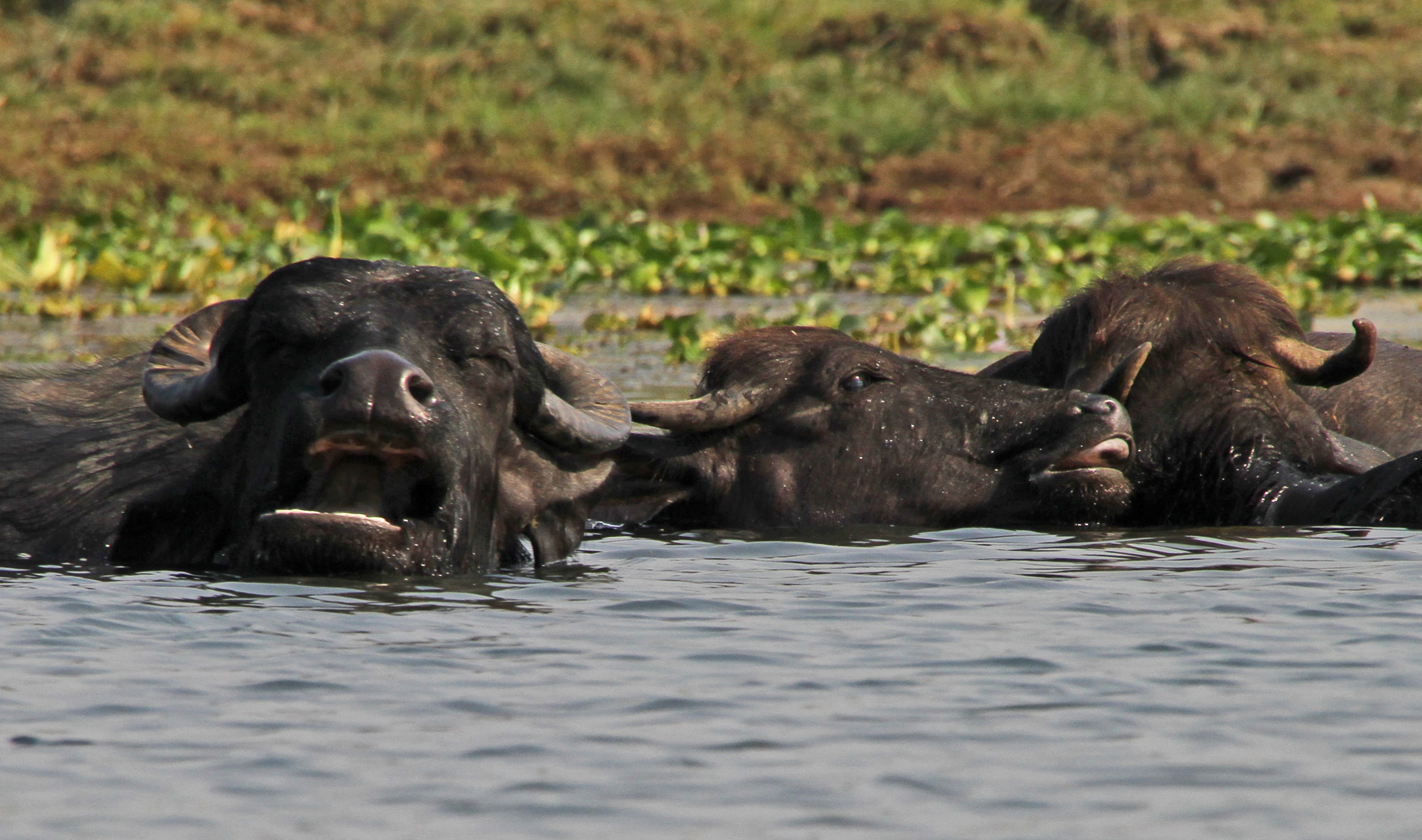
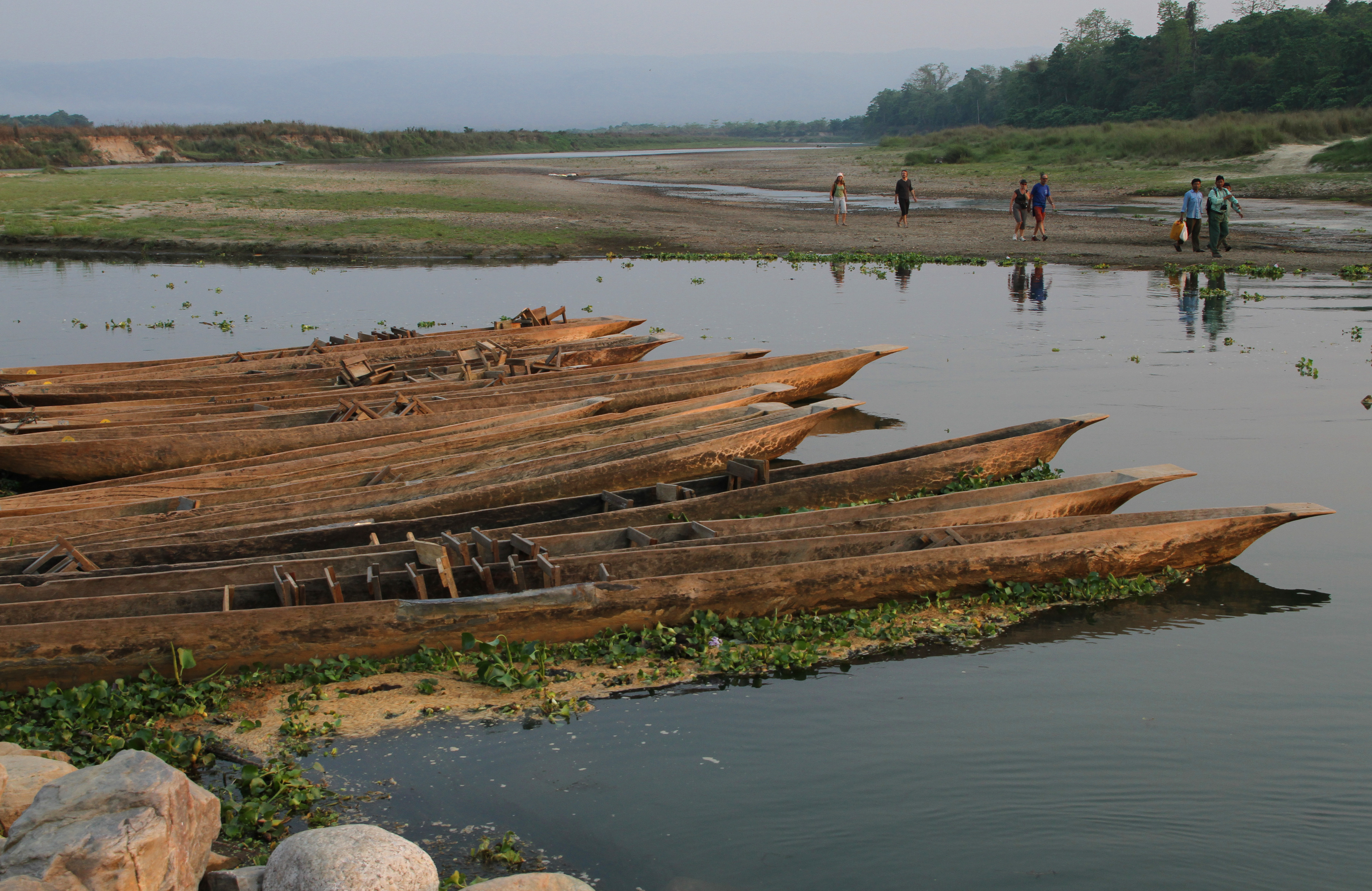
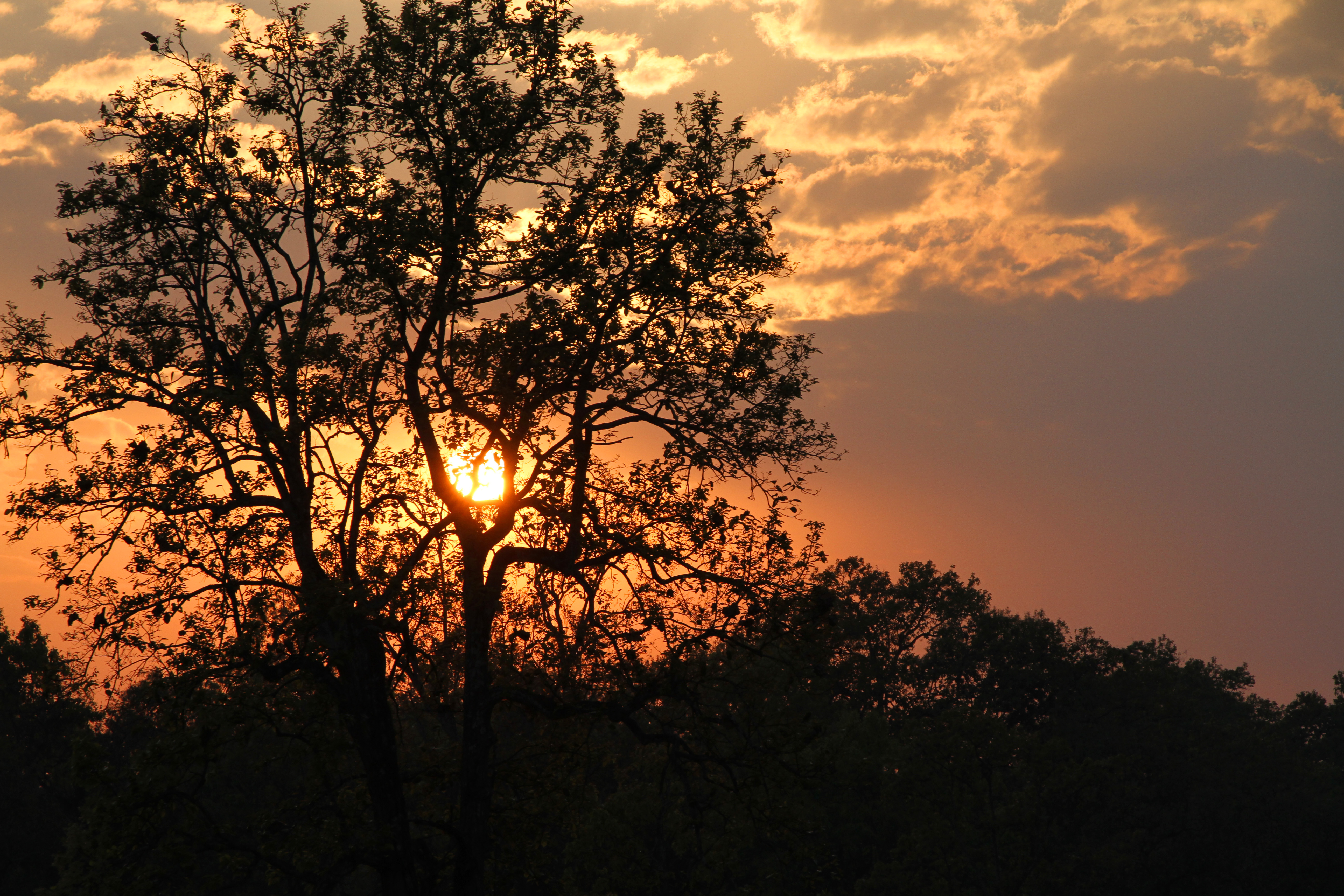